# Adaincourt
Adaincourt là một xã trong vùng Grand Est, thuộc tỉnh Moselle, quận Boulay-Moselle, tổng Faulquemont. Tọa độ địa lý của xã là 49° 00' vĩ độ bắc, 06° 26' kinh độ đông. Adaincourt nằm trên độ cao trung bình là m mét trên mực nước biển, có điểm thấp nhất là 221 mét và điểm cao nhất là 273 mét. Xã có diện tích 3,42 km², dân số vào thời điểm 1999 là 107 người; mật độ dân số là 31 người/km².

## Thông tin nhân khẩu
| 1962 | 1968 | 1975 | 1982 | 1990 | 1999 |
| ---- | ---- | ---- | ---- | ---- | ---- |
| 70   | 74   | 88   | 84   | 98   | 107  |